# 甲賀市立小原小学校
甲賀市立小原小学校（こうかしりつ こはらしょうがっこう）は、滋賀県甲賀市にある市立の小学校。

## 所在地
- 滋賀県甲賀市信楽町柞原899番地[1]

## 沿革
- 明治41年12月26日 - 小原北尋常小学校と小原南尋常小学校が合併し小原尋常小学校を設立[2]
- 明治44年5月20日 - 現在地に校舎が竣工（創立記念日）
- 明治45年 - 高等科を設置し小原尋常高等小学校に改称
- 昭和16年 - 小原国民学校に改称
- 昭和22年 - 小原村立小原小学校に改称
- 昭和29年9月 - 信楽町立小原小学校に改称
- 平成16年10月1日 - 甲賀市立小原小学校に改称

## 校区
この小学校の校区は以下の通り。
信楽町柞原、信楽町中野、信楽町杉山、信楽町小川、信楽町小川出、信楽町西

## 学校教育目標
- 自立と共生の心をもち いのち輝く子どもの育成[4]

## 学校の特徴
- 淡路島モンキーセンター交流事業[5]
  - モンキーセンターに手足のない猿がいることを知った子どもたちが毎年、育てたサツマイモを送り届けている。いのちの尊さや共に生きる喜びについて考える機会にしている。
- ワクワク農園活動
  - 校地に隣接した田畑で、地域の方に指導を仰ぎながら餅米や様々な作物の栽培学習をしている。
- 平成25年度から朝宮小学校と多羅尾小学校の3校で集合学習を実施